# Gonidi
Un gonidi, en llatí i en altres llengües: gonidium (plural gonidia) és una cèl·lula reproductiva produïda asexualment o un grup de cèl·lules, especialment en les algues. Per exemple són gonidis les zoòspores i les tetraspores.
També es diuen gonidis qualsevol de les cèl·lules de les algues amb clorofil·la dels líquens.